# Shefayim
Shefayim (hebreo: שְׁפָיִים, Tope de la montaña) es un kibutz en el centro de Israel. localizado a 17 km al norte de Tel Aviv a lo largo de la costa del Mediterráneo, pertenece a la jurisdicción del Concejo Regional Hof HaSharon.

## Población
En el 2008 tenía una población de 1.100 habitantes.

## Historia
El Kibutz fue establecido en 1935, su nombre fue tomado del Isaías 41:18. Durante la guerra árabe-israelí de 1948, fue elegido por los refugiados en el Kibutz.

## Economía
Este Kibutz está entre los más prósperos y fue uno de los pocos que no requirió asistencia financiera del estado y los bancos durante la recesión en la década de 1980. La principal fuente de ingresos del kibutz es Hutzot Shefayim, un centro comercial  además de poseer un hotel que funciona como centro de conferencias y un parque acuático.

## Residentes notables
- Orit Noked, Miembro del Knesset